# جوان في. كريغتون
جوان في. كريغتون (بالإنجليزية: Joanne V. Creighton)‏ هي أكاديمية أمريكية، ولدت في 1942 في مارينيت في الولايات المتحدة.